# Museo de Arte Contemporáneo Mayte Spínola

Museo de Arte Contemporáneo Mayte Spínola está ubicado en la localidad de Marmolejo (Jaén), alberga una colección de pintura y escultura que representan las diversas tendencias artísticas de la segunda mitad del siglo XX y comienzos del XXI.

## El Museo

### Origen y edificio
El Museo de Arte Contemporáneo de Marmolejo Mayte Spínola se fundó a iniciativa de la mecenas, artista y amante de las artes, Mayte Spínola que realizó la donación de sus obras y e intervino en la consecución para el museo de obras donadas por otros artistas con los que mantiene relaciones, y especialmente con los artistas pertenecientes al Grupo pro Arte y Cultura, liderado por ella misma. 
El museo empezó su funcionamiento en el 2004 en Casa de Cultura de Marmolejo, trasladándose en el año 2010 a un nuevo edificio construido en el patio del antiguo molino aceitunero, de la conocida como Casa del médico Perales, edificio que consta de 2 plantas y una superficie construida de 850 metros cuadrados. El museo forma parte del patrimonio cultural del pueblo de Marmolejo.
El museo esta regido por el Patronato de este museo, presidido por el Alcalde de Marmolejo, cuenta con los nombres de la escritora Carmen Posadas, la historiadora Carmen Iglesias, la empresaria Alicia Koplowitz y la coleccionista de arte Carmen Cervera, Baronesa Thyssen. 

### Organización museística
El Museo de Arte Contemporáneo Mayte Spínola cuenta con una sala dedicada a la pintora Mayte Spinola y otra al artista de Marmolejo José Francisco Díaz Navarro, conocido como Jofra.
El espacio del museo está organizado en nueve salas: Sala Mayte Spínola, Sala JOFRA, Sala Real, Sala Sandoval, Sala Tauromaquia, Sala Óscar Mariné, Sala S.A.R. Ana de Orleans y Sala Grachya Barreiros.
La actividad expositiva en el museo se de desarrolla, además de, con la exposición permanente con exposiciones temporales, bien por organizadas por temáticas o con obra de artistas, como por ejemplo la llevada a cabo Yo, Jofra. Yo, Paco que presenta un diálogo entre los artistas Paco Criado Sola y José Francisco Díaz Navarro, Jofra”.
En enero de 2022 se ha convocado la primera edición del Certamen Internacional de Pintura “Museo de Arte Contemporáneo Mayte Spínola”.

## Colección
La colección del Museo de Arte Contemporáneo Mayte Spínola se compone de obra pictórica y escultórica que tiene un recorrido por las técnicas, composiciones y temáticas del amplio espectro dentro del arte contemporáneo internacional, cuenta con más de 250 obras de arte, de las cuales 150 se exponen de forma permanente. 
Los fondos que conforman la colección del Museo de Arte Contemporáneo Mayte Spínola proceden de la colección y obra artística de Mayte Spínola y de donaciones, especialmente, del grupo pro Arte y Cultura, y alberga obras tanto de artistas nacionales como internacionales.
El museo cuenta de obras de artistas como Álvaro Torroba, Asunción Almansa, Antonio Vives Fierro, Araceli Alarcón, Pachy Arenaza, Hortensia Núñez-Ladeveze, Ángel Peñuela, obras de otros autores como Pedro Sandoval, Óscar Mariné, Carmen Thyssen, Marta Maldonado, López Romeral, Betsy Westendorp, Fermín Ramírez, Irene Iribarren, Nati Cañada, Pablo Reviriego, Jorge Rando, Michel Barbé, Grachya Barreiros, Estrella Bernaldo de Quirós, Xavier Carbonell, Solange da Costa, Alfonso Cocho, Carmen Fierro, Paz Figares, Elena Kirby, Isabel Martínez-Bordiú, Roberto Martín, Peñuca de la Serna, Rosa Serra, Paloma Porrero, Ángeles Tovar y otros.
En 2016, la colección  se vio incrementada al recibir la donación de esculturas del escultor Miguel Fuentes del Olmo, catedrático Emérito de la Universidad de Sevilla y Medalla de Andalucía.
En octubre de 2018, se inauguraba en el museo la exposición del cuadro más grande de toda España (20 metros por 4.5 metros) realizado por el artista mallorquín José Luis Mesas.